# Taťána Nikolajevna
Svatá Taťána Nikolajevna (rusky Татья́на Никола́евна, 29. květnajul./ 10. června 1897greg. Petrodvorec, Petrohradská gubernie, Ruské impérium – 17. července 1918, Jekatěrinburg, Permská gubernie, RSFSR) byla velkokněžna (великая княжна) (Její Imperátorská Výsost), druhá dcera cara Mikuláše II. a jeho choti Alexandry Fjodorovny (narozené jako princezna Alix Hesensko-Darmstadtská).

## Život

Malý znak ruských velkokněžen, dcer imperátora

Taťána se narodila roku 1897 v Petrohradě. Vyrůstala na carském dvoře společně se svými sestrami Olgou, Marií, Anastázií a bratrem carevičem Alexejem.
Ze všech dcer byla velkokněžna Taťána carevně Alexandře Fjodorovně nejbližší, vždy se ji snažila zahrnovat starostlivostí a klidem, vyslyšet ji a pochopit.

## První světová válka
V době první světové války (1914–1918) se aktivně zapojila do veřejně prospěšné činnosti, byla čestnou prezidentkou «Taťánina výboru» — organizace, zabývající se poskytování pomoci uprchlíkům a dalším lidem kteří utrpěli nějaké ztráty způsobených válkou. Spolu s matkou carevnou a starší sestrou Olgou pravidelně pracovala ve špitálech a lazaretech. Pořádala sbírky milodarů na pomoc raněným a postiženým.

## Uvěznění a smrt
V březnu 1917 byla společně s celou carskou rodinou podrobena uvěznění v Carském Selu, poté byla deportována nejprve do Tobolsku, poté do Jekatěrinburgu.
Velkokněžna Taťána Nikolajevna byla spolu s celou carskou rodinou zavražděna v noci ze 16. na 17. července roku 1918 ve sklepě domu inženýra N. N. Ipaťjeva v Jekatěrinburgu. Jejím vrahem byl čekista Jakov Jurovskij.
V polovině 90. let 20. století byly její pravděpodobné ostatky převezeny a pohřbeny v Petropavlovské pevnosti. V roce 2000 byla velkokněžna Taťána, spolu s rodiči a sourozenci pravoslavnou církví kanonizována jako „strastotěrpěc”.

## Výpovědi ojejím životě
Sofie Jakovlevna Ofrosimovová, carevnina dvorní dáma, o Taťáně napsala následující:
«Napravo ode mne sedí velkokněžna Taťána Nikolajevna. Ona je velkokněžna celou svou bytostí, ona je tak aristokratická a vznešená. Její tvář je matně bledá, pouze líce se maličko růžoví, přímo zpod její tenké pokožky prosvítal růžový atlas. Její profil je bezchybně krásný, doslova jako vytesaný z mramoru dlátem velkého sochaře. Svérázný vzhled a originalitu jejího obličeje ještě podtrhují oči posazené daleko od sebe. Jí více než jejím sestrám sluší šátek milosrdné sestry a červený kříž na hrudi. Méně často než její sestry se také směje. Její tvář má někdy soustředěný a přísný výraz. V tyto chvilky je velmi podobná matce. Na alabastrových rysech jejího obličeje jsou patrné stopy napjaté mysli a někdy téměř melancholie. Beze slov cítím, že je něčím zvláštní, jiná než její sestry, nehledě na její dobrotu a přívětivost, které mají společné. Cítím, jako by v ní byl obsažen celý jiný osobitý svět.»

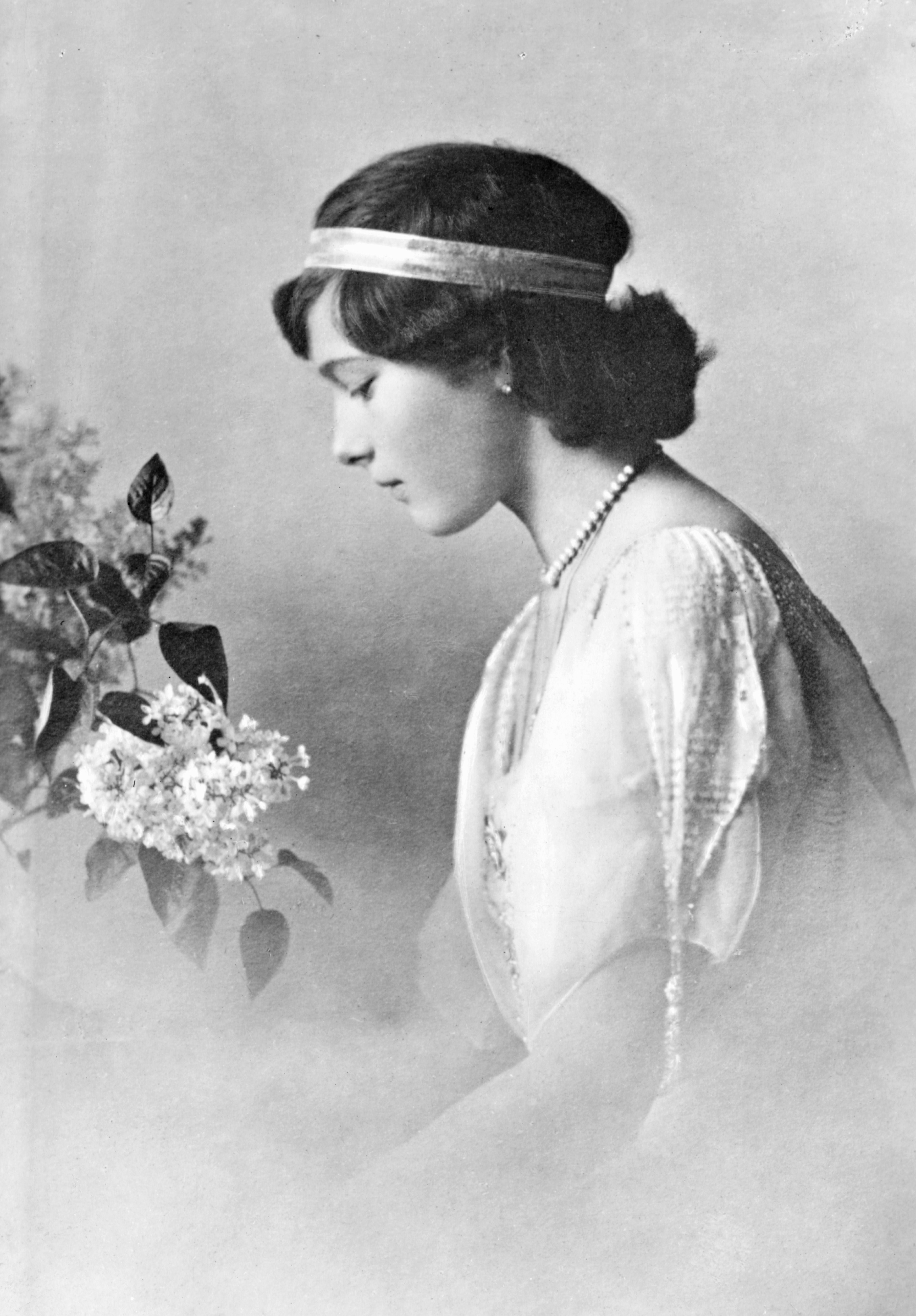
« Její profil bezchybně krásný, doslova jako vytesaný z mramoru dlátem velkého sochaře…»

Baronka Sofie Buxhoeveden napsala toto: 
| „ | Taťána Nikolajevna, byla – podle mého názoru – ze všech dětí nejlepší. Postavou byla vyšší než její matka, a tak štíhlá a dobře stavěná, že její vysoká postava (175 cm) nebyla vůbec na závadu. Měla nádherné, pravidelné rysy obličeje, podobala se svým překrásným carským příbuzným, jejichž portréty krášlily palác. Tmavovlasá, bledolící, s široko rozesazenýma očima – to jejímu vzhledu přidávalo poetický, poněkud nepřítomný výraz, což neodpovídalo její povaze. Byla v ní obsažena směs upřímnosti, přímočarosti a tvrdohlavosti, sklony k poetičnosti a abstraktnímu myšlení. Byla ze všech nejbližší matce a byla oblíbenkyní její i otce cara. Zcela prosta ješitnosti, byla vždy ochotna odložit své plány, naskytla-li se možnost jít na procházku s otcem, předčítat matce, učinit cokoli, oč byla požádána. Byla to především Taťána, která se ráda mazlila s mladšími sourozenci, pomáhala organizovat činnost v paláci, aby se oficiální ceremonie shodovaly s osobními plány rodiny. Ovládala praktický um detailního přístupu ke všemu, zděděný po carevně - matce. | “ |

## Vývod z předků
|                    |                                 |  |                     |                                                               |  |  |  |  |  |  |  | Mikuláš I. Pavlovič |
|                    |                                 |  |                     |                                                               |  |  |  |  |  |  |  |                     |
|                    | Alexandr II. Nikolajevič        |  |                     |                                                               |  |  |  |  |  |  |  |                     |
|                    |                                 |  |                     |                                                               |  |  |  |  |  |  |  |                     |
|                    |                                 |  |                     | Šarlota Pruská                                                |  |  |  |  |  |  |  |                     |
|                    |                                 |  |                     |                                                               |  |  |  |  |  |  |  |                     |
|                    | Alexandr III. Alexandrovič      |  |                     |                                                               |  |  |  |  |  |  |  |                     |
|                    |                                 |  |                     |                                                               |  |  |  |  |  |  |  |                     |
|                    |                                 |  |                     | Ludvík II. Hesenský                                           |  |  |  |  |  |  |  |                     |
|                    |                                 |  |                     |                                                               |  |  |  |  |  |  |  |                     |
|                    | Marie Alexandrovna              |  |                     |                                                               |  |  |  |  |  |  |  |                     |
|                    |                                 |  |                     |                                                               |  |  |  |  |  |  |  |                     |
|                    |                                 |  |                     | Vilemína Luisa Bádenská                                       |  |  |  |  |  |  |  |                     |
|                    |                                 |  |                     |                                                               |  |  |  |  |  |  |  |                     |
|                    | Mikuláš II. Alexandrovič        |  |                     |                                                               |  |  |  |  |  |  |  |                     |
|                    |                                 |  |                     |                                                               |  |  |  |  |  |  |  |                     |
|                    |                                 |  |                     | Fridrich Vilém Šlesvicko-Holštýnsko-Sonderbursko-Glücksburský |  |  |  |  |  |  |  |                     |
|                    |                                 |  |                     |                                                               |  |  |  |  |  |  |  |                     |
|                    | Kristián IX.                    |  |                     |                                                               |  |  |  |  |  |  |  |                     |
|                    |                                 |  |                     |                                                               |  |  |  |  |  |  |  |                     |
|                    |                                 |  |                     | Luisa Karolína Hesensko-Kasselská                             |  |  |  |  |  |  |  |                     |
|                    |                                 |  |                     |                                                               |  |  |  |  |  |  |  |                     |
|                    | Marie Sofie Dánská              |  |                     |                                                               |  |  |  |  |  |  |  |                     |
|                    |                                 |  |                     |                                                               |  |  |  |  |  |  |  |                     |
|                    |                                 |  |                     | Vilém Hesenský                                                |  |  |  |  |  |  |  |                     |
|                    |                                 |  |                     |                                                               |  |  |  |  |  |  |  |                     |
|                    | Luisa Hesensko-Kasselská        |  |                     |                                                               |  |  |  |  |  |  |  |                     |
|                    |                                 |  |                     |                                                               |  |  |  |  |  |  |  |                     |
|                    |                                 |  |                     | Luisa Šarlota Dánská                                          |  |  |  |  |  |  |  |                     |
|                    |                                 |  |                     |                                                               |  |  |  |  |  |  |  |                     |
| Taťána Nikolajevna |                                 |  |                     |                                                               |  |  |  |  |  |  |  |                     |
|                    |                                 |  |                     |                                                               |  |  |  |  |  |  |  |                     |
|                    |                                 |  | Ludvík II. Hesenský |                                                               |  |  |  |  |  |  |  |                     |
|                    |                                 |  |                     |                                                               |  |  |  |  |  |  |  |                     |
|                    | Karel Hesenský                  |  |                     |                                                               |  |  |  |  |  |  |  |                     |
|                    |                                 |  |                     |                                                               |  |  |  |  |  |  |  |                     |
|                    |                                 |  |                     | Vilemína Luisa Bádenská                                       |  |  |  |  |  |  |  |                     |
|                    |                                 |  |                     |                                                               |  |  |  |  |  |  |  |                     |
|                    | Ludvík IV. Hesenský             |  |                     |                                                               |  |  |  |  |  |  |  |                     |
|                    |                                 |  |                     |                                                               |  |  |  |  |  |  |  |                     |
|                    |                                 |  |                     | Vilém Pruský                                                  |  |  |  |  |  |  |  |                     |
|                    |                                 |  |                     |                                                               |  |  |  |  |  |  |  |                     |
|                    | Alžběta Pruská                  |  |                     |                                                               |  |  |  |  |  |  |  |                     |
|                    |                                 |  |                     |                                                               |  |  |  |  |  |  |  |                     |
|                    |                                 |  |                     | Marie Anna Hesensko-Homburská                                 |  |  |  |  |  |  |  |                     |
|                    |                                 |  |                     |                                                               |  |  |  |  |  |  |  |                     |
|                    | Alexandra Fjodorovna            |  |                     |                                                               |  |  |  |  |  |  |  |                     |
|                    |                                 |  |                     |                                                               |  |  |  |  |  |  |  |                     |
|                    |                                 |  |                     | Arnošt I. Sasko-Kobursko-Saalfeldský                          |  |  |  |  |  |  |  |                     |
|                    |                                 |  |                     |                                                               |  |  |  |  |  |  |  |                     |
|                    | Albert Sasko-Kobursko-Gothajský |  |                     |                                                               |  |  |  |  |  |  |  |                     |
|                    |                                 |  |                     |                                                               |  |  |  |  |  |  |  |                     |
|                    |                                 |  |                     | Luisa Sasko-Gothajsko-Altenburská                             |  |  |  |  |  |  |  |                     |
|                    |                                 |  |                     |                                                               |  |  |  |  |  |  |  |                     |
|                    | Alice Sasko-Koburská            |  |                     |                                                               |  |  |  |  |  |  |  |                     |
|                    |                                 |  |                     |                                                               |  |  |  |  |  |  |  |                     |
|                    |                                 |  |                     | Eduard August Hannoverský                                     |  |  |  |  |  |  |  |                     |
|                    |                                 |  |                     |                                                               |  |  |  |  |  |  |  |                     |
|                    | královna Viktorie               |  |                     |                                                               |  |  |  |  |  |  |  |                     |
|                    |                                 |  |                     |                                                               |  |  |  |  |  |  |  |                     |
|                    |                                 |  |                     | Viktorie Sasko-Kobursko-Saalfeldská                           |  |  |  |  |  |  |  |                     |
|                    |                                 |  |                     |                                                               |  |  |  |  |  |  |  |                     |